# انریکه مونترو
انریکه مونترو (انگلیسی: Enrique Montero؛ زادهٔ ۲۸ دسامبر ۱۹۵۴) بازیکن فوتبال اهل اسپانیا است.
از باشگاه‌هایی که در آن بازی کرده‌است می‌توان به باشگاه فوتبال کادیس و باشگاه فوتبال سویا اشاره کرد.
وی همچنین در تیم‌های ملی فوتبال زیر ۲۳ سال اسپانیا، Spain national amateur football team, Spain B national football team، و اسپانیا بازی کرده‌است.